# Ernesto Nazareth

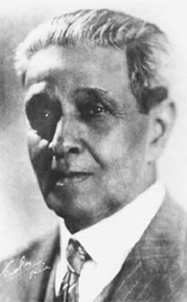
Ernesto Nazareth

Ernesto Júlio Nazareth (* 20. März 1863 in Rio de Janeiro; † 4. Februar 1934 in Jacarepaguá, Rio de Janeiro) war ein brasilianischer Komponist und Pianist.

## Leben
Er war besonders bekannt für seine Choros bzw. Brasilianischen Tangos (Tangos brasileiros) und kammermusikalischen Mazurkas. Heitor Villa-Lobos, der ihm auch sein Gitarrensolo Choro N° 1 gewidmet hat, nannte ihn „die wahre Verkörperung der brasilianischen Seele“.
Ernesto Nazareth hat 88 Tangos, 41 Walzer und 28 Polkas geschrieben, daneben noch einzelne Kompositionen aus anderen Genres – insgesamt 212 Kompositionen, fast alle für Klavier.
Zu seinen bekanntesten Stücken zählt der Choro Apanhei-te, Cavaquinho! (Ich hab' dich, Cavaquinho!). Er ist eine Hommage an den Cavaquinho, ein Saiteninstrument, das in den Choro-Orchestern Brasiliens verwendet wurde. Weitere bekannte Stücke von ihm sind der Maxixe Odeon und die Tänze Brejeiro und Dengozo.